# 위험중립측도
위험중립측도(risk-neutral measure)는 금융공학에서 폭넓게 쓰이는 마팅게일 측도의 하나로, 파생상품의 가격결정에 필요한 핵심적인 요소 중의 하나이다. 자산가격결정의 기본원리에 따르면 완전시장에서 거래되는 파생상품의 가격은 위험중립측도 하에서 계산한 기대가치의 현재가치이며, 따라서 이를 구하기 위해서는 반드시 위험중립측도가 존재하여야 한다.

## 의의
이성적인 투자자들은 위험을 감수하는 데 대한 대가를 요구하므로 자산의 가격은 필연적으로 해당 자산이 가지는 위험의 크기를 반영하게 된다. 따라서 미래에 큰 가치를 지닐 것으로 기대되는 자산이라도 위험, 즉 가격변동성이 크거나 투자자들이 위험에 민감하다면 현재가치가 상대적으로 낮게 평가되는 경향이 있다. 따라서 특정 자산의 적정가격을 알기 위해서는 우선 자산이 가진 위험의 크기와 투자자들의 위험선호도를 파악하여 이에 맞는 할인율을 적용하여야 한다. 하지만 이러한 요소들은 시장에서 뚜렷한 형태로 나타나지 않기 때문에 이를 측정하여 할인율을 구하는 것은 매우 어렵다. 따라서 이러한 어려움을 극복할 수 있는 대안으로 제시된 방법이 위험중립측도를 활용한 가격결정이다. 위험중립측도는 모든 투자자들이 위험에 대해 완전히 무관심한 것으로 가정하며, 그렇기 때문에 위험중립측도 하에서는 가격결정 과정에서 위험의 크기나 투자자들의 위험선호도를 고려할 필요가 없다. 또한 위험중립측도 하에서 나타나는 자산의 적정가격은 실제측도(physical measure)에서도 성립하며, 그러므로 실제 시장에서도 특정 자산이 위험중립측도 하에서 갖는 적정가격을 그대로 활용할 수 있다.

## 같이 보기
- 일물일가의 법칙
- 마팅게일
- 수리금융학